# Exobasidium pieridis
Exobasidium pieridis ist eine Pilzart der Familie der Nacktbasidienverwandten (Exobasidiaceae) aus der Ordnung Ustilaginomycotina. Sie ist ein Endoparasit von Pieris taiwanensis. Symptome des Befalls durch den Pilz sind hypertrophe Ausstülpungen auf den Blättern der Wirtspflanze. Das Verbreitungsgebiet der Art liegt in Japan.

## Merkmale

### Makroskopische Merkmale
Exobasidium pieridis ist mit bloßem Auge nicht zu erkennen. Symptome des Befalls sind hypertrophische, ovale Ausstülpungen auf den Blättern der Wirtspflanze. Oberseitig sind sie konkav, unterseitig konvex. Im Spätstadium des Befalls werden beide Seiten von Myzelteppichen überwuchert.

### Mikroskopische Merkmale
Das Myzel von Exobasidium pieridis wächst wie bei allen Nacktbasidien interzellulär und bildet Saugfäden, die in das Speichergewebe des Wirtes wachsen. Der Pilz besitzt eine monomitische Hyphenstruktur aus rein generativen Hyphen ohne Schnallen. Die zwei- bis drei, selten viersporigen, 40–70 × 5–8 µm großen Basidien sind zylindrisch bis keulenförmig und an der Basis einfach septiert. Sie wachsen direkt aus der Wirtsepidermis. Die Sporen sind hyalin, wurst- bis eiförmig, dünnwandig und 12–20 × 3–4,2 µm groß. Reif haben sie ein bis drei, selten fünf Septen.

## Verbreitung
Das bekannte Verbreitungsgebiet von Exobasidum pieridis umfasst Japan.

## Ökologie
Die Wirtspflanze von Exobasidium pieridis ist Pieris taiwanensis. Der Pilz ernährt sich von den im Speichergewebe der Pflanzen vorhandenen Nährstoffen, seine Basidien brechen später durch die Blattoberfläche und setzen Sporen frei. Diese keimen, nachdem sie auf geeignetes Substrat gefallen sind, zu Konidien, aus denen sich dann neues Myzel entwickelt.